# 't Leidsche Veem
 't Leidsche Veem is in 1896 gebouwd op de Wilhelminapier in Rotterdam. De architect was C.V. Seem. Dit pakhuis (veem) was bedoeld als opslag van tabak.
Het pand heeft vier verdiepingen op een kelder en bestaat uit drie afzonderlijke vemen naast elkaar, die later in oostelijke richting konden worden uitgebreid tot een totaal van vijf vemen.
De vloer van de begane grond bestaat uit een ijzeren bintlaag, waar beton op is aangebracht. De verdiepingsvloeren zijn van hout en worden gedragen door eiken standvinken (houten kolommen).
In de bakstenen gevels is door toepassing van natuursteen een subtiel lijnenspel ontstaan, dat wordt versterkt door de fragiele ijzeren bordesjes die bij iedere verdieping zijn aangebracht.
Het pand valt onder de architectuurstroming van de Neorenaissance en is het enige pand uit de negentiende eeuw op de Wilhelminapier.
Het pakhuis is ook in gebruik geweest als meubelopslag.

## Woonhuis
Het oude pakhuis kreeg een tweede leven als woon(pak)huis. Het oude pand werd van buiten zorgvuldig gerestaureerd en van binnen uit gekernd (ten behoeve van parkeergarage en binnenplaats) en ingedeeld in wooneenheden.
De architect van dit ontwerp is Van Rassel. De oudbouw werd opgeleverd eind 1996.
Om meer wooneenheden te krijgen is er besloten om het pand uit te breiden met een stuk nieuwbouw. Dit nieuwbouwgedeelte is de resultante van een besloten prijsvraag waar vier architecten voor waren uitgenodigd. Het winnende ontwerp is gemaakt door architectenbureau Homan, Lobato, Yanovshtchinsky.
Dit ontwerp heeft na behandeling in het Q-team en gewijzigde inzichten rond de aanlanding van de Erasmusbrug een aantal wijzigingen ondergaan. Met name de kop die gericht is op het Wilhelminaplein is hoger geworden.
Het vijf lagen hoge gedeelte van de nieuwbouw is even hoog als de vier lagen van het oude veem. De oostkant van het gebouw wordt geaccentueerd door een tien lagen hoge toren met negen wooneenheden per laag.
Deze oostgevel is een strenge gevel geworden, een recht vlak met 7 x 9 = 63 dezelfde ramen. Het metselwerk is uitgevoerd in een metselsteen die de kleur van het oude gedeelte sterk benadert, zodat er sprake is van een eenheid.
De zuidgevel heeft een afwijkende materialisering gekregen met een prefab betonnen scherm met daarachter een aantal balkons.
Een gedeelte van de nieuwbouw doet dienst als International Guesthouse. Verder zijn er op de begane grond verschillende bedrijfsruimten verhuurd, waaronder een café, een uitzendbureau en een tandtechnicus.
Het eerste gedeelte van de nieuwbouw met de hoofdingang is in 1996 opgeleverd. Het tweede gedeelte van de nieuwbouw is opgeleverd in de zomer van 1997. De toren is opgeleverd in november/december 1998.
't Leidsche Veem is in haar honderdste levensjaar een nieuw leven begonnen en viert in 2006 haar 110-jarig jubileum.